# Any Old Wind That Blows
Any Old Wind That Blows è il ventiquattresimo album in studio dell'artista country statunitense Johnny Cash, pubblicato nel 1973 dalla Columbia Records. 

## Tracce
1. Any Old Wind That Blows (Dick Feller) – 2:47
2. Kentucky Straight (Cash) – 2:05
3. The Loving Gift (Kris Kristofferson) – 2:17 con June Carter Cash
4. The Good Earth (Larry Gatlin) - 3:12
5. Best Friend (Bill Dees, Roy Orbison) - 3:15
6. Oney (Jerry Chesnut) – 3:07
7. Ballad of Annie Palmer (Cash) – 3:09
8. Too Little Too Late (Cash) - 2:27
9. If I Had a Hammer (Lee Hays, Pete Seeger) – 2:28 con June Carter Cash
10. Country Trash (Cash) - 1:47
11. Welcome Back Jesus (Cash) – 2:49

## Formazione
- Johnny Cash - voce, chitarra
- Carl Perkins, Bob Wootton, Red Lane, Norman Blake, Ray Edenton, Larry Gatlin - chitarre
- Marshall Grant - basso
- W.S. Holland - batteria
- Charlie McCoy - armonica
- Bobby Thompson - chitarra, banjo
- Cuck Cochran, George Richey - piano
- Larry Butler - tastiere
- Kenny Malone - percussioni
- The Carter Family, The Statler Brothers - cori